# Мигалкин, Иван Емельянович
Ива́н Емелья́нович Мига́лкин (1767 — 1832) — наслежный староста, видный общественно-политический деятель Якутии.
Прямой потомок Легой Тойона, заложившего начало взаимовыгодному сотрудничеству между русским и якутским народами. Голова Борогонского улуса (Усть-Алданский), был одним из основателей якутской Степной Думы, действовавшей в 1827—1837 гг.; в феврале 1827 г. избран родоначальником думы.
В 1829 г. купил у титулярного советника Заболоцкого дом с 11 комнатами для конторы Степной думы; после упразднения думы городские власти разместили в нём питейное заведение.